# Stazione di Potenza Centrale
La stazione di Potenza Centrale è la principale stazione ferroviaria che serve la città di Potenza, nonché principale stazione della regione Basilicata. Nel 2009 aveva un flusso di 950.000 passeggeri all'anno.

## Storia
È stata inaugurata il 29 agosto 1880.
Fino al 10 dicembre 2006 ha portato il nome di Potenza Inferiore.

## Strutture e impianti
La stazione si trova lungo la linea Battipaglia-Potenza-Metaponto, ed è punto di origine della linea Potenza-Foggia dall'unico binario tronco della stazione.
Possiede un fabbricato viaggiatori,6 binari, di cui 3 utilizzati,uno tronco e un sottopassaggio.
È inoltre in corrispondenza con la stazione di Potenza Inferiore delle Ferrovie Appulo Lucane (fermata del servizio ferroviario metropolitano) la cui fermata si affaccia anch'essa sul piazzale G. Marconi.

## Movimento
La stazione è servita da treni regionali e a lunga percorrenza (InterCity da/per Roma e Taranto e Frecciarossa da/per Milano/Torino e Taranto) gestiti da Trenitalia.

## Servizi
La stazione, che RFI classifica nella categoria "Gold", dispone di:
- Biglietteria a sportello[5]
- Biglietteria automatica
- Sala d'attesa[6]
- Servizi igienici[6]
- Posto di Polizia ferroviaria[6]
- Ufficio informazioni turistiche
- Bar[6]
- Parcheggio
- Noleggio auto[6]
- Edicola
- Libreria

## Interscambi
- Stazione ferroviaria metropolitana (Potenza Inferiore)
- Fermata autobus[6]
- Terminal bus Extraurbani
- Stazione taxi
- Scale Mobili Basento